# Bedón
Bedón es una localidad del municipio burgalés de Merindad de Sotoscueva, en la Comunidad Autónoma de Castilla y León (España).
La iglesia está dedicada a san Andrés Apóstol.

## Localidades limítrofes
Confina con las siguientes localidades:
- Al norte con Espinosa de los Monteros.
- Al noreste con Quintanahedo y Baranda.
- Al sureste con Gayangos.
- Al sur con Fresnedo.
- Al suroeste con Torme.
- Al oeste con Pereda.

## Demografía
Evolución de la población
| Gráfica de evolución demográfica de Bedón entre 2000 y 2017        |
|                                                                    |
| Población de derecho (2000-2017) según el padrón municipal del INE |

## Historia
Así se describe a Bedón en el tomo IV del Diccionario geográfico-estadístico-histórico de España y sus posesiones de Ultramar, obra impulsada por Pascual Madoz a mediados del siglo XIX:

Lugar en la provincia, diócesis, audiencia territorial y capitanía general de Burgos (15 leguas), partido judicial de Villarcayo (1 ¼), ayuntamiento de Sotoscueva; Situado en una hondonada dominada por los vientos del N y O; goza de clima saludable, siendo las enfermedades más comunes las del estómago. Tiene 22 casas; una escuela de primeras letras sin más dotación que las asignaciones de los alumnos que a ella concurren, una fuente dentro del pueblo y 3 en el término todas de buenas aguas; y una iglesia parroquial bajo la advocación de San Andrés Apóstol, servida por un cura párroco de provisión del diocesano en patrimoniales. Confina N Espinosa; E Gayanejos; S Torme, y O Pereda. El terreno es de mediana calidad, y sus montes están poblados de robles y encinas; los caminos conducen a Espinosa y Villarcayo, y la correspondencia se recibe de este último. Producciones: trigo y legumbres, ganado lanar churro, cabrío y de cerda; y caza de perdices. Población: 23 vecinos, 83 almas. Capital productivo: 298.620 reales. Imponible: 28.670 reales.
Diccionario geográfico-estadístico-histórico de España y sus posesiones de Ultramar